# Dvouměsíčník
Dvouměsíčník je periodikum vycházející každý druhý měsíc.
České dvouměsíčníky:
- Amatérská scéna
- Computer Design – vycházel v letech 2003–2010[2]
- Listy
- Naše příroda
- Opus musicum
- AeroHobby – česko-slovenský magazín
- Koktejl - cestovatelský magazín - od roku 2021